# Pont de Fétinne

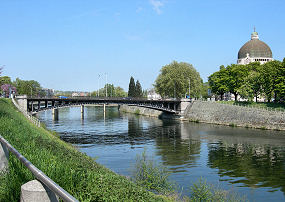
Pont de Fétinne

De Pont de Fétinne is een brug over de Ourthe in de Belgische stad Luik. De brug ligt in het verlengde van de Pont de Fragnée.
De brug werd aangelegd tussen 1901 en 1904 in het kader van de werken ter voorbereiding van de Wereldtentoonstelling van 1905 en is feitelijk een verlengstuk van de Pont de Fragnée, die in dezelfde tijd werd gebouwd.
Het betreft een metalen brug die de Fétinne en Kinkempois met elkaar verbindt.